# Eugène-Frédéric de Wurtemberg
Eugène-Frédéric de Wurtemberg, né à Schwedt le 21 novembre 1758, décédé à Meiningen le 20 juin 1822.
Duc de Wurtemberg-Stuttgartmort, il fonde la troisième branche dite première lignée ducale, elle-même issue de la première branche dite branche aînée de la Maison de Wurtemberg. Cette troisième branche s'éteint en 1903.

## Biographie
Il est le fils de Frédéric-Eugène de Wurtemberg et de Frédérique-Dorothée de Brandebourg-Schwedt. Il est élevé au château d'Œls (de) en Silésie qui appartient à la branche prussienne de sa famille, sous la garde de son parent Charles-Christian-Erdmann de Wurtemberg-Œls qui le choisit comme héritier.
Il sert dans l'armée prussienne comme commandant du 4e régiment de hussards puis gouverneur de la forteresse de Glogau. Pendant la guerre de la Quatrième Coalition contre Napoléon, en 1806, il commande la réserve de cavalerie prussienne aux batailles d'Iéna et Auerstaedt avant d'être battu par Bernadotte au combat de Halle (17 octobre 1806). Son fils Eugène (1788-1857) passe au service de l'Empire russe et se distingue pendant les campagnes de Russie, Allemagne et France entre 1812 et 1814.
De penchants spirituels assez éclectiques, Eugène-Frédéric est attiré par le piétisme, la franc-maçonnerie et le rosicrucisme tandis que sa mère Dorothée de Brandebourg devient une adepte du mystique Emanuel Swedenborg. Il est aussi le protecteur du compositeur Carl Maria von Weber qu'il nomme maître de chapelle en septembre 1806.
En 1820, il se fait construire un château à Karlsruhe et devient membre de la chambre haute des États de Wurtemberg (de). Il meurt le 23 juin 1822 à Meiningen où il est enterré avec les honneurs militaires.

## Descendance
Eugène-Frédéric de Wurtemberg épouse dans l'église du château de Meiningen (de) en 1787 Louise de Stolberg-Gedern (1764-1834).
Cinq enfants sont nés de cette union :
- Eugène de Wurtemberg (1788-1857), général russe
- Louise de Wurtemberg (1789-1851), en 1811 elle épousa le prince Frédéric-Auguste de Hohenlohe-Öhringen (1784-1853)
- Paul-Guillaume de Wurtemberg (1797-1860), en 1827 il épousa Marie-Sophie de Tour et Taxis (1800-1870) (postérité)
- Georges de Wurtemberg (1790-1795)
- Henri de Wurtemberg (1792-1797)